# 08/15 (Roman)

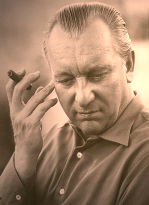
Hans Hellmut Kirst

08/15 ist der Titel einer erfolgreichen Romantrilogie des ehemaligen Wehrmachtsoffiziers Hans Hellmut Kirst aus dem Jahr 1954.
Kirst schildert darin das Leben und Leiden der Wehrmachtsoldaten während des Zweiten Weltkrieges.
Der Titel rührt von dem im Ersten und Zweiten Weltkrieg eingesetzten Maschinengewehr MG 08/15 her.

## Aufbau
- 08/15 in der Kaserne (Originaltitel: Die abenteuerliche Revolte des Gefreiten Asch) beschreibt die Zeit der Ausbildung.
- 08/15 im Krieg (Originaltitel: Die seltsamen Kriegserlebnisse des Soldaten Asch) beschreibt die Schrecken des Krieges
- 08/15 bis zum Ende (Originaltitel: Der gefährliche Endsieg des Soldaten Asch) beschreibt die Verwerfungen und die moralischen Zustände in den letzten Kriegstagen

## Sozialkritik
In der Romanreihe spricht Kirst den Nationalsozialismus kaum an; im Fokus seiner Kritik stehen die Auswüchse und Absurditäten des geistlosen preußisch-deutschen Militarismus und die Sinnlosigkeit des Krieges im Allgemeinen. Seine Antagonisten sind keine fanatischen Nazis, sondern gewöhnliche deutsche Soldaten: brutale Kasernenhofschleifer, ruhmsüchtige Etappenhelden und skrupellose Kriegsgewinnler.
Kirst stellte seinen Gefreiten Asch als cleveren und selbstbewussten Soldaten vor, der die Vorgesetzten austrickst und auch mal gegeneinander ausspielt, um dem stupiden Drill (Kirsts 08/15) und dem entwürdigenden Schleifen auf dem Kasernenhof zu entgehen. Im Verlauf der Geschichte wird er vom Gefreiten zum Unteroffizier und schließlich noch zum Leutnant befördert.
Der Name „Asch“ ist als allerdings hier unzutreffende Anspielung des Autors auf den sprichwörtlichen „Schützen Arsch“ zu verstehen, womit im deutschen Soldatenjargon der letzte und schlechteste Soldat der Einheit bezeichnet wurde. Diese rüde Abqualifizierung hätte allenfalls auf Vierbein, den Freund von Asch, gepasst.

## Boykottaufruf

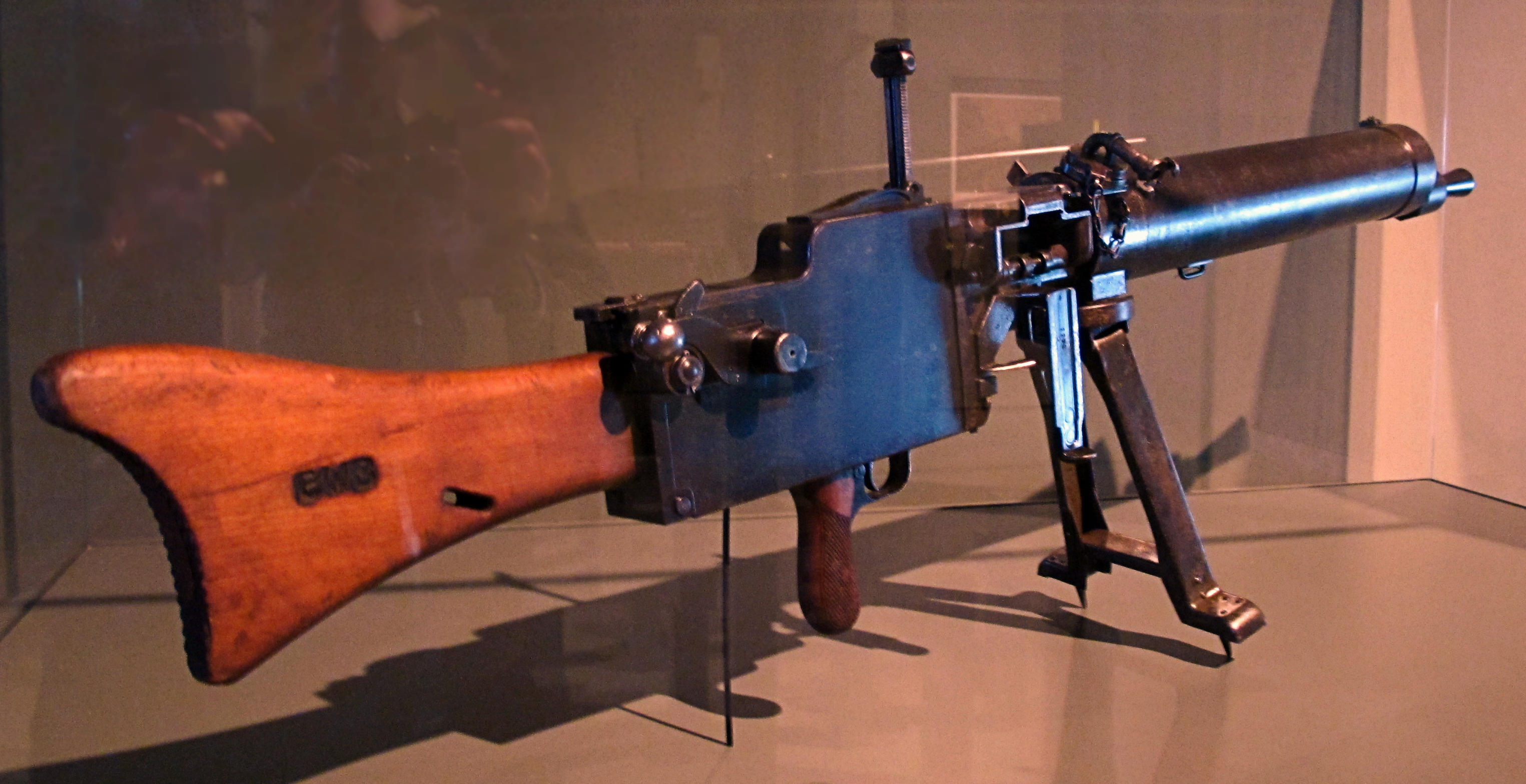
MG 08/15

Viele Buchhändler boykottierten Buch und Autor, weil Franz Josef Strauß, damals Bundesminister für besondere Aufgaben der Regierung Adenauer, dies anregte. 08/15 passte nicht zu seiner Vorstellung, dass die Bundeswehr die Tradition der Wehrmacht fortsetzen solle. Im Übrigen waren Strauß und Kirst einander in heftiger persönlicher Abneigung verbunden, seit beide ihren Dienst als Oberleutnant im oberbayerischen Altenstadt verrichtet hatten. Und obwohl viele Buchhändler das Buch nicht im Sortiment führten, wurde es 1954 zum Bestseller.
1954 debattierte Deutschland kontrovers über die von Adenauer vorangetriebene Wiederbewaffnung durch das Schüren von Ängsten vor einem drohenden Krieg, und die Trilogie wurde zum Symbol für den Widerstand gegen die Remilitarisierung.

## Ausgaben
- Hans Hellmut Kirst: 08/15. Gesamtausgabe der Trilogie. Kaiser, Klagenfurt 1994–2001, ISBN 978-3-7042-5015-5.